# Projekt Athena (Intel)
Das Mitte 2019 angekündigte Projekt Athena stellt Intels Nachfolgerprojekt der Ultrabooks dar.  Erste Geräte der Athena-Klasse werden Anfang 2020 erwartet.

## Ziele des Projektes Athena
Die Richtlinien für Ultrabooks, welche 2011 vorgestellt wurden, sind mit Stand 2019 veraltet. Hauptsächlich aktualisiert Intel also die Minimum-Vorgaben an die OEM-Hersteller, um mit einer Athena-Zertifizierung werben zu dürfen. Diese sind durch Intel in drei Kategorien eingeteilt worden:

### Fokussiert (Focus)
- Modernisierter Connected Standby
- Biometrischer Login oder Gesichtserkennung
- Aufwachen aus dem Standby unter einer Sekunde

### Immer bereit (Always ready)
- 16 oder mehr Stunden Offline-Videowiedergabe (bei 150 nit Bildschirmhelligkeit)
- 9 oder mehr Stunden kabelloses surfen im Internet (bei 250 nit Bildschirmhelligkeit)
- 4 Stunden Batterielaufzeit sollen im ausgeschalteten Zustand in weniger als 30 Minuten Ladezeit erreicht werden (siehe auch Quick Charge)
- W-LAN mit 6 Gbit/s oder mehr

### Anpassungsfähig (Adaptive)
- Sprachsteuerung
- WinML Unterstützung
- OpenVINO AI
- Ultra-Slim 2-in-1 Gehäuse
- Touchscreen mit zusätzlicher Stifteingabe
- Beleuchtete Tastaturen
- 12 bis 15 Zoll Bildschirmdiagonale mit mindestens 1080p Auflösung

## Geräte erster Generation (Auswahl)
- 14" Lenovo Yoga C940[2]
- 13" HP ENVY 13-aq1002ng[3]
- 15" HP ENVY x360 15-dr1234ng[4]
- 14" MSI Modern 14 A10M-615[5]
- Dell Inspiron 14 5000[6]
- Dell Latitude 7400 2-in-1
- Dell XPS 13 2-in-1[7]
- HP EliteBook x360 1040
- HP EliteBook x360 1030 G4
- HP EliteBook x360 830
- Lenovo ThinkPad X1 Carbon